# 400 pr. n. št.
Stoletja: 5. stoletje pr. n. št. - 4. stoletje pr. n. št. - 3. stoletje pr. n. št.
Desetletja: 450. pr. n. št. 440. pr. n. št. 430. pr. n. št. 420. pr. n. št. 410. pr. n. št. - 400. pr. n. št. - 390. pr. n. št. 380. pr. n. št. 370. pr. n. št. 360. pr. n. št. 350. pr. n. št.
Leta: 405 pr. n. št. 404 pr. n. št. 403 pr. n. št. 402 pr. n. št. 401 pr. n. št. - 400 pr. n. št. - 399 pr. n. št. 398 pr. n. št. 397 pr. n. št. 396 pr. n. št. 395 pr. n. št.

## Dogodki
- začetek spartansko-perzijske vojne.

## Rojstva
- - Kidinu, kaldejski astronom (približni datum) († 330 pr. n. št.)
- - Ekfant, grški filozof (približni datum) († okoli 335 pr. n. št.)
- - Hiket, grški filozof (približni datum) († 335 pr. n. št.)

## Smrti
- - Meton, grški astronom (približni datum) (* okoli 470 pr. n. št.)